# 이재홍 (문예학 교수)
이재홍(李在洪, 1959년 2월 8일 ~ )은 제3대 게임물관리위원회 위원장을 역임한 차관급 공공기관장(기타공공기관인)이다.

## 생애
1959년 전라남도 목포시에서 태어난 이재홍은 유년기를 제주도 서귀포시 고성에서 성장한 후, 상경하여 숭실중학교와 서라벌고등학교와 숭전대학교(현 숭실대학교) 전자공학과를 나온 후 서울 유성전자공업학교(현 서울디지텍고등학교)에서 교사생활(1981.03.-1986.02.)을 하며, 숭실대학교 대학원에서 국어국문학과(1984.08.-1986.08.)에서 석사를 마친 후, 1987년 8월에 일본으로 건너가 도쿄(東京)대학교 대학원 종합문화연구과에 입학(1988.02.)하여 연구과정(1988.02-1990.02.)과 석사과정(1990.02.-1992.02.)을 거쳐 박사과정(1992.02.-1995.08.)을 수료한 후, 1995년 9월에 귀국함.
1996년 공주영상대학(현,한국영상대학교) 영상문예창작과에서 교수 생활을 시작하여, (주)서울게임대학 게임시나리오학과(2001-2003), 서강대학교 게임교육원(2003-2014)을 거쳐 2014년부터 숭실대학교 인문대학 예술창작학부 문예창작전공에서 교수로 재직중이다.

## 경력

### 대표 경력
- 숭실대학교 문예창작전공 교수
- 게임정책학회 초대 회장
- 한국게임학회 7·8대 회장

### 주요 경력
- 2022 ~  한국게임정책학회 초대 회장
- 2021 ~  대한민국게임정책포럼 대표
- 2021 ~  숭실대학교 콘텐츠정책연구소 소장
- 2021 ~  숭실대학교 글로벌미래교육원 원장
- 2021 ~  숭실대학교 평생교육센터 센터장
- 2014 ~  숭실대학교 인문대학 예술창작학부 문예창작전공 조교수
- 2019 ~ 한국e스포츠학회 고문
- 2017 ~  한국캐릭터학회 부회장
- 2014 ~ 한국소설가협회 중앙위원
- 2005 ~ 한국문화콘텐츠기술학회 이사
- 2009 ~ 디지털스토리텔링학회 부회장
- 2001 ~ 한국작가교수회 회원
- 2000 ~ 한국문인협회 서귀포지부회원
- 1999 ~ (사)민족문학작가회의 제주도지회 회원
- 2019 ~ 2020 한국멀티미디어학회 특임회장
- 2018 ~ 2019 한국콘텐츠진흥원 청렴옴부즈만
- 2018 ~ 2021 게임물관리위원회 위원장
- 2017 ~ 2018 전남정보문화산업진흥원 자문위원
- 2017 ~ 2017 게임문화포럼 위원장
- 2017 ~ 2018 한국콘텐츠진흥원 비상임 이사
- 2016 ~ 2017 제8대 한국게임학회 회장
- 2016 ~ 2016 문화체육관광부 재정사업 통합평가 평가위원
- 2015 ~ 2017 한국VR산업협회 이사
- 2015 ~ 2017 성남시 정책협의회 위원
- 2014 ~ 2015 제7대 한국게임학회 회장
- 2014 ~ 2019 경기콘텐츠진흥원 비상임 이사
- 2013 ~ 2014 게임국가기술자격검정사업 제도발전위원회 자문위원
- 2013 ~ 2014 한국표준협회 3D/4D에듀테인먼트 표준화 분과위원회 위원
- 2013 ~ 2016 서울시 문화도시 정책자문위원회 위원
- 2013 ~ 2016 부천국제애니메이션페스티벌(BIAF) 이사
- 2013 ~ 2014 한국 만화애니메이션학회 부회장
- 2013 ~ 2014 게임물등급위원회 등급분류기준정비위원회 위원장
- 2012 ~ 2013 한국게임학회 부회장
- 2011 ~ 2017 콘텐츠분쟁조정위원회 조정위원
- 2010 ~ 2013 NHN 게임문학상 심사위원 및 심사위원장
- 2010 ~ 2013 지식경제부“sw+인문포럼" 전문위원
- 2009 ~ 2019 경기콘텐츠진흥원 평가 및 자문위원
- 2009 ~ 2012 (사)융합형콘텐츠산업포럼 가상산업분과 위원장
- 2007 ~ 2011 게임물등급위원회 등급재분류자문위원
- 2005 ~ 2009 한국게임학회 재무이사
- 2004 ~ 2018 대한민국게임대상 심사위원
- 2003 ~ 2014 서강대학교 게임교육원 디지털스토리텔링학과 전임교수
- 2001 ~ 2003 서울디지털대학교 게임시나리오창작과 부학장
- 1995 ~ 1999 공주영상대학교 영상문예창작과 교수
- 1981 ~ 1986 서울디지텍고등학교 교사